# 八敬法
八敬法（はっきょうほう、『パーリ律』に見えるaṭṭha garudhammaの訳）とは、釈迦が、最初の女性出家者であるマハーパジャーパティーの出家を許す際に条件とした、受持すべき8つの戒律のこと。転じて、仏教において比丘尼（女性出家者）が比丘（男性出家者）に対して守るべき8つの戒律。八重法（はちじゅうほう）とも訳されるが、その他に『四分律』では八不可過法・八尽形寿不可過法、『五分律』では八不可越法、『根本有部律雑事』では八尊敬法と記されている。

## 概要
マハーパジャーパティーは釈迦に女性の出家を請うたが拒否された。そのあとでアーナンダが代わって、育ててもらった大恩がある事を釈迦に説いて願ったため、釈迦は八敬法を受け入れる事を条件に女性の出家を許した。これにより比丘尼の僧伽（女性出家者集団）が成立したとされる。
一方で、仏教の歴史において比丘尼僧伽は、常に比丘僧伽の下位に位置づけられ今日まで至っており、その根拠の一つとして八敬法が挙げられていた経緯から、仏教における性差別の根源とする意見もある。そのため、思想面で八敬法に性差別が含まれているのかどうかという点が議論となっているほか、実際に釈迦が説いた規則ではない（非仏説）のではないかといった史実性の問題も提起されている。

## 比丘尼僧伽成立の伝承

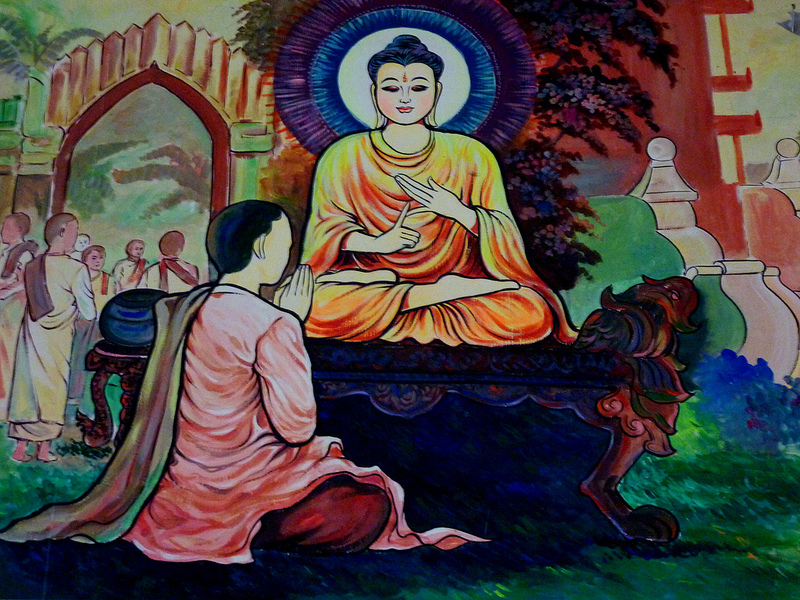
釈迦に出家を請うマハーパジャーパティー

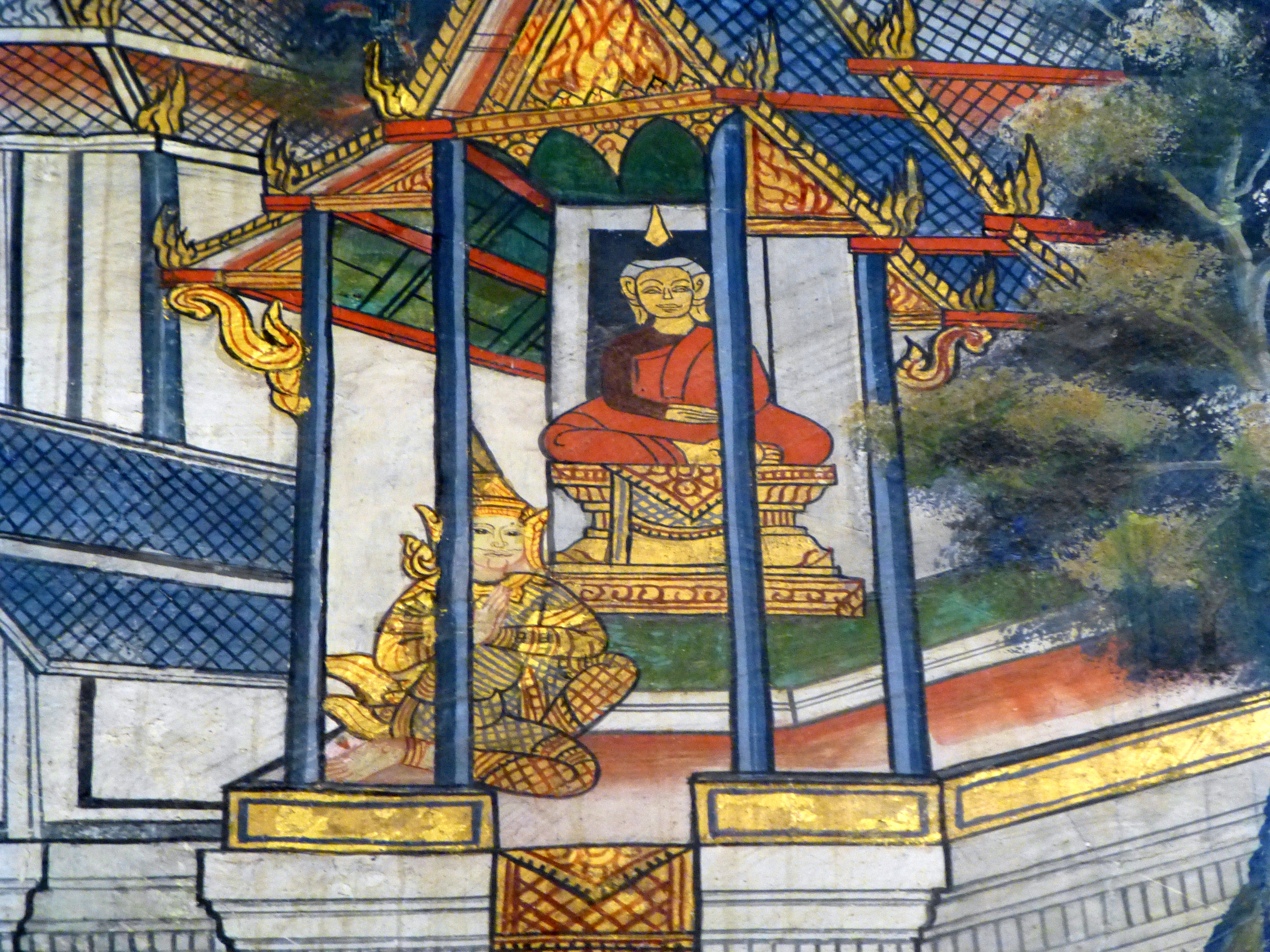
マハーパジャーパティーの僧伽（ワット・カサットラーティラートの絵画）

比丘尼の僧伽が成立した経緯について、『パーリ律』は以下のように記す。

### 史実性
類似する経緯は、『四分律』巻48「比丘尼犍度」、『五分律』巻29「比丘尼法」、『根本説一切有部毘奈耶雑事』巻29にも記されている。
平川彰は「釈迦がマハーパジャーパティーの出家を許さなかったのであれば、釈迦の死後に比丘尼僧伽が成立するとは考え難く、女性の出家は釈迦が認めたとするのが妥当」としたうえで、「その際に男女の接触を避けるために若干の制限を設けたと考えられ、それを母胎として八敬法が成立した」としている。
ダシュ・ショバ・ラニは「マハーパジャーパティー以外の女性は八敬法を受け入れずに出家している点、第六敬法にある2年間の式叉摩那を経ずに出家している点、『パーリ律』の解説書が後の時代になるほど女性に差別的な表現を用いるようになる点」を挙げ、「八敬法は釈迦入滅よりのちの時代の社会が作り出したもの」としている。
植木雅俊は、スリランカに保存されたことで上座部仏教による改変を免れた原始仏典『テーリー・ガーター』では、尼僧への授戒に八敬法が一切登場しないため、八敬法は後世に付加されたものである可能性が高いとしている。また、「釈迦の意思に背いて女性を出家させた」と阿難を非難する言葉は、後の仏典では主に大迦葉の口から語られているが、その大迦葉は『テーリー・ガーター』においてバッダー・カピラーニー尼を直接に指導して悟りに導いた当人であり、彼が女性教団の存在を疎んじていたとするのは不自然である。加えて、阿難は「女性を出家させたせいで正法の期間を1000年から500年に縮めた」と非難されているが、その重罪にもかかわらず彼に課せられたのが最も軽い「突吉羅罪」なのは不自然である、とも指摘している。
その他に植木が指摘する矛盾として、『テーリー・ガーター』にあるように、女性教団が存在しない頃から、釈迦は在家女性に対しても、求めに応じて男性と等しく教えを説いていた。ギリシア人のメガステネスは紀元前300年ごろ、『インド誌』において「女性哲学者（仏教の尼僧とされる）が男性哲学者と互角に論を交わしている」と記している。『アングッタラ・ニカーヤ』においても、仏弟子とその代表的な人物について、男女や在家・出家の区別なく名前が挙げられている。ケーマー尼は舎利弗と並んで「大いなる智慧を持つ者たちのうち最上の人」と称えられ、「法を説く者たちのうちの最上の人」とされたダンマディンナー尼も、男性に対してしばしば説法を行っている。『テーリー・ガーター』には、アノーパマー尼がバラモン男性を説得して仏教に帰依させたことが記されている。
森章司と本澤綱夫は「八敬法の内容に羯磨制度が成立した後の影響が見られるものの、その骨子は釈迦存命中に存在した」とし、前例のない女性の出家の為に緊急避難的に作られた条文であったとしている。
涂美珠は「八敬法における男女差は、僧伽間の法臘と捉えるべきで、性差別ではない」としたうえで「後世に比丘僧伽によって差別的に悪用された」としている。
丹羽宣子は非仏説について「典拠の疑わしい性差別的な教義や思想を否定することは、女性仏教徒たちを勇気づけるものとなる」と好意的にとらえている。

## 内容
以下、『パーリ律』に説く八敬法を記す。なお、他の律も、記述順が異なるが内容はおおむね合致している。

### 第一敬法
比丘尼は具足戒を受けて100歳になっても、具足戒を受けたばかりの比丘に対して敬礼し立って迎え合掌し恭敬すべし。
比丘と比丘尼の序列についての条文。同性の場合、出家者は法臘によって序列されるが、比丘尼は何歳になっても比丘の下位であることを示す。法会などでの席次は法臘に従って座るのが習いであり、平川は、男女が座を同じくして座るこをが禁欲生活に具合が悪かったので男女を分ける目的があったと推測している。

### 第二敬法
比丘尼は、比丘の居ない場所で雨季を過ごすべからず。
仏教では無駄な殺生を防ぐために雨季には出歩かず、一か所に留まって集団で過ごす。これを夏安居という。第三敬法に記すように、比丘尼は半月ごとに比丘僧伽に行かなければならなかった為、平川は、比丘と比丘尼が離れて住していると都合が悪かったと推測している。

### 第三敬法
比丘尼は半月ごとに、比丘僧伽に二法を請うべし。布薩を問う事と、教誡に行くことなり。
比丘尼は、まず比丘尼僧伽で布薩を行った後に、比丘僧伽に全員もしくは代表者が出向いて、正しく布薩が行われた事を報告し承認を求めた。これが「布薩を問う」である。また、この時に比丘から八敬法の教えを受ける。これを「教誡」を受けるという。平川は、この2つを滞りなく行うために第二敬法があったとする。なお、二法を課すのは『パーリ律』と『僧祇律』のみであり、他の律は教誡に行くことのみを規定している。

### 第四敬法
比丘尼は、夏安居の最後の日に両僧伽において、見・聞・疑の三事において自恣を行うべし。
自恣とは、夏安居の最後の日に、知らず知らずのうちに他人に迷惑を掛けたり、罪を犯したりした事があれば、他の者から遠慮なく指摘してもらい、罪を認めるならば反省し懺悔を行う行為。比丘はこれを比丘僧伽で行うが、比丘尼は比丘尼僧伽と比丘僧伽の2回行う事を規定しているのがこの条文である。

### 第五敬法
比丘尼は、敬法を犯さば、両僧伽において半月マーナッタを行うべし。
マーナッタ（摩那埵）は何らかのペナルティであるが、その語意は明らかではない。しかし、この条文では僧残罪を犯した際の罰を規定している。平川は、『パーリ律』で同じ条文が「八敬法」では僧残罪となるのに「比丘尼戒経」では波逸提罪と規定されており、明らかに矛盾があると指摘している。また、その矛盾に気が付いたためか『四分律』や『十誦律』では「敬法」を「僧残罪」に言い換えていると指摘している。

### 第六敬法
式叉摩那が2年間で六法戒を学べば、両僧伽において具足戒を請うべし。
式叉摩那が2年間の修行で六法戒を修めたならば、具足戒を受けて比丘尼になれるとする条文である。『パーリ律』の比丘尼律には、これに関連する条文として「式叉摩那が2年間従属したならば、和尚尼は受戒させなさい。この努力を怠るものは波逸提なり。」とあり、平川は、2つを併せて和尚尼の規則だと指摘している。しかし、和尚尼についての罪が記されているのは『パーリ律』と『僧祇律』のみであり、他の律は不十分な記述であると指摘している。

### 第七敬法
比丘尼はいかなる手段によるも、比丘を罵るべからず、悪口すべからず。
平川は、罵る（akkosati）は「汚い言葉や乱暴な言葉を相手に投げつけて非難する」で、悪口（paribhâsa）は「誹謗」とする。この条文とは別に、共戒（男女が共に守る戒律）で禁じられる毀訾語（omasavâda）があるが、これは差別的な意味を含む誹謗であり、敬法と共戒を比較すると比丘尼は比丘よりも「軽い辱めの言葉」でも禁止されていたと解釈できる。平川は、比丘尼が比丘の犯戒や過失を非難することを禁じられていたと指摘している。

### 第八敬法
今日より以降、比丘尼の比丘における言路は閉ざされ、比丘の比丘尼における言路は閉ざされず。
この条文は、『パーリ律』と諸律の説明はかなり異なる。『四分律』では「比丘尼は比丘の為に、拳を作したり（犯罪を指摘する）、憶念を作したり（詰問する）、自言を作す（犯罪を指摘する）べからず」としており、『パーリ律』の内容をより具体的に記したものと考えられ、『五分律』『根本有部律』も同様の内容である。しかし、『十誦律』では「比丘尼が三蔵を質問することを、許すか否かの判断は比丘に委ねるべし」とし、『僧祇律』では「比丘尼は比丘より先に、食・房舎・床褥を受けざるなり」としており、かなり異なっている。

## 八敬法の成立と僧伽での受容
以上のように、八敬法は現存する6種の律蔵に説かれており、さらに正量部の『律二十二明了論』にも八尊法として説かれている。この事から平川は、八敬法は原始仏教教団の部派分裂以前、すなわち釈迦の死後100年以内に成立していたとするが、一方で釈迦が制定したか否かについては決定できないとしている。
八敬法により比丘尼僧伽が成立したが、八敬法の特に第一敬法にある、比丘尼を常に比丘の下位に置く点ついては当時においても不満があったと考えられる。『パーリ律』には「ハマー・パジャパティは、一旦は八敬法を受け入れたが、再びアーナンダのところに来て比丘と比丘尼を等しく法臘によって序列することを願った。しかし、釈迦はこれを厳しく拒否した」と記している。また、女性の出家を許したことと関連して釈迦が「もし女性の出家を許さなければ仏教の正しい教えは千年続いただろうが、女性の出家を許したために正しい教えは五百年しか続かない」と話したと記されている。平川は、釈迦の言葉か否かは別として、女性の出家を歓迎しない意見が比丘の側にあったことがうかがえるとする。
八敬法の第三敬法では、比丘尼に対して比丘から教誡を受けるように規定しているが、一方で比丘の側には「選任されないのに比丘尼に教誡してはいけない」や「日暮れまで教誡してはいけない」などの条文が見られる。前者は、教誡をすると比丘尼から施物を貰うため、それを目当てに許可なく教誡することを禁じたものとされる。一方で後者は、教誡が長引き夜になってしまったので、比丘尼が宿舎に帰ることができずに野宿で一夜を明かすことになった事を戒める条文である。
八敬法の第六敬法では、式叉摩那が両僧伽で具足戒を受けて正規の比丘尼になれるとするものだが、一方で『パーリ律』の比丘尼律を見ると、比丘尼僧伽のみで受戒をした不完全な比丘尼が存在したことが分かる。このような点について平川は、比丘尼僧伽内にいる出家者の中にも仏教の修行をしようという純粋な動機ではなく、寡婦などが生活に窮して出家した女性も少なくなかったのであろうと推測している。